# Rhagodinus incertus
Rhagodinus incertus är en spindeldjursart som beskrevs av Roewer 1933. Rhagodinus incertus ingår i släktet Rhagodinus och familjen Rhagodidae. Inga underarter finns listade i Catalogue of Life.